# アルカキット錦糸町
アルカキット錦糸町（アルカキットきんしちょう）は、東京都墨田区錦糸に所在するショッピングセンターである。かつてこの建物で営業していた錦糸町そごうについても記載する。

## 概要
旧国鉄用地を主体とした錦糸町北口市街地再開発事業の一環で建設され、東京都、墨田区、国鉄清算事業団、東日本旅客鉄道、日本生命、そごう、東武鉄道と民間地権者三九人で構成する「錦糸町駅北口地区市街地再開発組合」が計画を推進。第1街区に「アルカイースト」、第2街区に「錦糸町そごう」（現・アルカキット錦糸町）、第3街区に「アルカセントラル」、「錦糸町東武ホテルレバント」（現・東武ホテルレバント東京）、「すみだトリフォニーホール」、「アルカウェスト」、「アルカハビタ」、「都営住宅」が建てられている。
錦糸町そごうは、3年余りで閉店。跡地には当初、フランスのカルフールなどが出店を検討したが、2001年秋から三井不動産が営業を引き継ぐ方向でテナント誘致が進められ、家主の日本生命からビルを一括して借り上げ、生活バリューモール「アルカキット錦糸町」として2002年3月29日にリニューアルオープンした。三井不動産の子会社、三井不動産商業マネジメントが施設を運営している。
開業時のコンセプトは、地元にお住まいの主婦・ファミリー層からビジネスマン・OLや学生などに亘る幅広い層をターゲットに、「食品スーパー」「大型専門店」「メーカー直営アパレルショップ」「アミューズメント」等の有力な業態をコンプレックスした本格的な「バリューモール」をコンセプトとし、新たなSC業態を構築することを目指した。
正式名称は、「生活バリューモール アルカキット錦糸町」とされているが、現在の運営上｢生活バリューモール｣の名称が使われることはほとんど無い。ネーミングコンセプトは、錦糸町北口再開発の総称「アルカタワーズ」の「アルカ」と「キット」を組み合わせた造語。

## テナント
ダイソー、アカチャンホンポ、OKAY、くまざわ書店、クイーンズ伊勢丹などの大型専門店を核にオープン。
2008年4月の改装
ファッション・雑貨を中心に、新規出店16店舗、改装22店舗を含む全67店舗、全売場面積の約43%にあたる約4000坪を新店・改装オープン。4階には大規模店舗として約600坪の区画に「ユニクロ」を誘致した。
2014年の改装
新規30店舗、改装・移転21店舗の計51店舗が同年3月から7月にかけて順次オープン。「ジーユー」、「無印良品」が新規出店したほか、「OKAY」はヨーロッパの最新トレンドを取り入れリニューアルオープンした。
地下1階のテーマをデイリーライフの利便性を高めるゾーンとし、スーパーマーケット「ライフ」、ドラックストア「サンドラッグ」、クリーニング店などのサービス店舗を導入した。

### 過去の主なテナント
- クイーンズ伊勢丹（2014年2月16日閉店）
- OKAY（2019年12月26日閉店[10]）
- 新星堂（2022年1月10日閉店[11]）

## 錦糸町そごう
錦糸町そごう（きんしちょうそごう）は、株式会社錦糸町そごうが東京都墨田区で運営していた百貨店。
そごうグループにとって東京店（有楽町そごう）以来、東京23区内2店舗目として、1997年10月22日に開店。バブル経済崩壊の中で、投資額を当初予定より270億円まで圧縮したが、営業開始初日の入店客数は15万人と目標を大幅に上回り、同日の売上も3億5000万円に達した。オープン時のキャッチフレーズは「すみだが生んだ、すみだの百貨店」。しかし、そごうの経営破綻により、わずか3年余りで閉店に追い込まれた。

### 開業当時のフロア構成・外観
階数は地下5階・地上12階・塔屋1階。地下5階にこの地区のエネルギーを賄う地域冷暖房施設および地域変電所、地下3階は駐車場、地下2階は駐車場と荷捌場など。地下1階は食品街、地上1階～7階が物販、8・9階は専門店街、10階は飲食街、11階は社員食堂、12階はエレベーター機械室など。屋上は避難広場とし活用し、地域冷暖房用の冷却塔を設置。塔屋屋上には、非常用ヘリコプターホバーリングスペースを確保した。建物外観は、周囲のオフィスビルなどに対し、個性化を図るため、曲線を用いて百貨店としてふさわしい柔らかさと品格を表現した。
| RF  | 屋上広場                                                          |
| 10F | ARCA レストラン街                                                 |
| 9F  | ARCA カルチャー＆総合サービス                                     |
| 8F  | ARCA アウトドア＆スポーツ＆サウンド                               |
| 7F  | 家庭用品＆インテリア                                              |
| 6F  | 子供ベビーファッション＆玩具                                      |
| 5F  | 紳士ファッション                                                  |
| 4F  | 婦人ファッション（ミッシー＆ミセス）宝飾・時計                    |
| 3F  | 婦人ファッション（キャリア＆ニューミッシー）                      |
| 2F  | 婦人ファッション（ヤング＆キャリア） メンズ＆レディースカジュアル |
| 1F  | 化粧品＆ファッション雑貨                                          |
| B1F | 食品                                                              |
| B2F | 地下駐車場                                                        |
| B3F | 地下駐車場                                                        |

## 沿革

### 錦糸町そごう
- 1988年（昭和63年）
  - 1月 - そごうの出店が決定[17]。
- 1991年（平成3年）
  - 株式会社錦糸町そごうが設立。
- 1997年（平成9年）
  - 10月22日 - 「錦糸町そごう」が開業[4]。
- 2000年（平成12年）
  - 12月25日 - そごうの再生計画により、錦糸町そごうが閉鎖となる[18]。

### アルカキット錦糸町
- 2002年（平成14年）
  - 3月29日 - 「生活バリューモール アルカキット錦糸町」として新たに開業した[3]。55店舗以上が出店。
- 2008年（平成20年）
  - 4月25日 - リニューアルオープン[19]。
- 2011年（平成23年）
  - 3月12日 - 東日本大震災の影響で休業[20]。
- 2014年（平成26年）
  - 3月20日 - 7月まで大規模リニューアルを実施[21][22]。店舗数が69店舗から94店舗に大幅増加。
  - 6月27日 - 無印良品とジーユーが開店[23][24]。
  - 7月9日 - ライフとサンドラッグが開店[23][25]。
- 2021年（令和3年）
  - 10月15日 - #ワークマン女子の旗艦店が開店[26][27]。